# Бас-гитара
Електрична бас-гитара је жичани музички инструмент. Обично има четири или пет жица, које су наштимоване у квартама (Е-А-Де-Ге или код петожичаног Ха-Е-А-Де-Ге). Једна од првих бас-гитара била је Fender . Име је добила због прагова, који су басистима омогућавали да имају прецизну интонацију, што није био случај са контрабасом.

## Историја

### Развој 1930-их и 1940-их
Изумитељ музичких инструмената Пол Тутмарк развио је електрични бас сличан електричној гитари, који је имао прагове и био је намењен да се држи и свира водоравно. Аудиовоксов каталог из 1935–6. године (који такође има гитару с пуним телом) садржао је вероватно први електрични бас пуног тела с праговима намењен водоравном свирању — Модел #736 електрични контрабас. Промена у облику „гитаре” је учинила инструмент лакшим за држање и транспорт; додатак прагова је омогућио басистима да лакше свирају у тоналитету (такође је учинило инструмент лакшим за учење свирања). У том раздобљу произведено је око стотинак примерака ове бас гиатре.
Тутмарков син Бад се 1947. године огледао у производњи електричних бас-гитара презентирајући сличан модел под бренд називом Серенадер бас. Модел је на тржиште дистрибуирала фирма L.D. Heater Music Co., из Портланда у америчкој држави Орегон. Ова фирма била је уједно и први велики, важнији дистрибутер генерално музичких инструмената на тржишту. Упркос уложеним средствима и напору, изуми породице Тутмарк нису остварила битнији успех на тржишту.

### Развој 1950-их
Самоуки електричар Лео Фендер је уз помоћ Џорџа Фулертона развио први масовно произвођени електрични бас у 1950-има. Његов Fender Precision Bass, представљен 1951, постао је широко-копирани индустријски стандард. Precision Bass (или „П-бас”) је еволуирао из једноставног, неконтинуираног облика тела сличног телекастеру из једног дела, с четверополним једноструким електромагнетом, у континуирани облик тела с угодно закривљеним рубовима. Једноструки (али дводелни) модел електромагнета произведен је 1957. године, а сличио је на електромагнете за електричну мандолину (такође Фендеров производ тог времена). Овај нови модел био је спојених завојница у серијски спој, али с новином да су им полови били међусобно обрнути, чиме се створио учинак као код двоструког електромагнета.
Тако је „Фендеров бас” постао сензационални нови музички инструмент који се лако свирао и преносио као електрична гитара, и који би укључен у одговарајуће појачало контролисано пружио жељену гласноћу и тон. Први басиста који је користио Фендеров бас модел био је Монк Монтгомери на музичкој турнеји с познатим америчким џез вибрафонистом, удараљкашем и клавијатуристом Лајонелом Хамптоном чланом послератног великог оркестра. Осим њега ту су још Шифти Хенри и Рој Џонсон са Луис Џордановим џез саставом Тимпани фајв, који су уз Билија Блекија басисте Елвиса Преслија давне 1957. године били зачетници у промовисању Фендерове бас-гитаре.
Након Фендеровог успеха, и фирма Гибсон 1953. године представила је свој Гибсонов виолински бас, полушупљи модел у облику кратке виолине који је стајао на танкој металној нози, и могао се свирати усправно, али и држећи се у рукама водоравно. Касније, 1958. године модел Гибсон преименован је у електрични бас Гибсон ЕБ-1, (модел ЕБ-1 је 1970-их година доживео своје поновно издање, али овог пута без танке металне ноге). Гибсон је 1958. године представио модел ЕБ-2, електричну бас-гитару такође шупљег тела изграђену од јавора, с две тонске карактеристике. Модел се могао наћи и у Гибсоновом каталогу. Фирма Гибсон је 1959. године представила модел Гибсон ЕБ-0 електричну бас-гитару, која је врло слична Гибсон СГ електричној гитари, мада су најранији примери имали облик тела као Лес Полов спешал с двоструким (доле и горе) изрезом/одрезом (енгл. double-cutaway).
Док многи Фендерови модели имају електромагнете монтиране на позицији између врата и моста гитаре, многи Гибсонови ранији модели имају један двоструки електромагнет монтиран директно при врату гитаре. Модел ЕБ-3 који је представљен 1961. године има такође уграђен „мини” двоструки електромагнет на позицији при мосту гитаре. Све до 1963. године, до модела Гибсон тандерберд са 863,6  дужином скале (размак између врха моста, и врха на кобилици гитаре). Гибсон је до тада производио моделе с краћом дужином. Ово је први Гибсонов модел с двоструким електромагнетима уграђеним у традиционалном положају, отприлике на пола пута између врата и моста гитаре. Након Фендера, и Гибсона током 1950-их, и мањи број других произвођача одлучио се за производњу електричних бас-гитара, попут Кеј мјузикал инструмент кампани 1952. године, и фирме Данелектро 1956. године.
На немачком сајму „Musikmesse Frankfurt” 1956. године представљен је модел Хефнер 500/1 који је ослањајући се на технику градње виолине дизајнирао и направио познати градитељ инструмената, и представник друге генерације познате породице градитеља виолина Валтер Хефнер. Модел познат је по називу „Битл бас” користио је популарни енглески музичар, текстописац и композитор Пол Макартни. Фирма Рикенбекер представила је 1957. године свој модел Рикенбекер 4000. Овај модел за разлику од Фендерових и Гибсонових модела, којима је врат гитаре причвршћен вијцима, има врат залепљен за тело гитаре, и врат је провучен кроз целу дужину тела гитаре.

### Развој 1960-их
Представљен 1960. године Фендеров џез бас је био познат као Делукс бас и био је намењен да прати џезмастер гитару. Џез бас (често зван „џ-бас”) је имао два једнозавојничка конвертора, један близу моста и један у позицији пресижон баса, сваки са засебним контролама за гласноћу и тон. Врат џез баса је био ужи код заглавља него код пресижон баса (38,1  наспрам 44,45 ). Друга визуелна разлика која је раздвајала џез бас од пресижон баса је облик тела. Позиције конвертора на басевима других произвођача су често зване „П” или „Ј” конвертори, у сродству с пресижон и џез басевима. Значајно је да је Фендер одлучио да главу фендеровог џез бас модела обележи истичући је као декални модел. Фендер је такође почео производњу мустанг баса, инструмента с дужином скале од 762 , који су користили басисти попут Тине Вејмаут из Такинг хедса („П” и „Ј” басеви имају дужину од 863,6 ). Због фендерове доминације на тржишту, 1950-их и 1960-их година модели бас-гитара често су називани кратко „фендерови басеви”. Предузеће Гибсон је 1961. године такође је представило ЕБ-3 модел електричне бас-гитаре. Овај модел је дизајниран с краћом, 774,7  дужином скале и био је омиљен инструмент шкотском музичару и текстописцу Џеку Брусу.

### Развој 1970-их
Оснивањем предузећа Мјузик Ман од стране Тома Вокера, Фориста Вајта и Леа Фендера 1971. године отпочела је једна нова ера дизајна модела електричних бас-гитари. Прави представник била је Music Man StingRay, електрична бас-гитара с уграђеном активном електроником, која је музичару омогућила пуно већу употребу лепезе тонова, свирања разних стилова и музичких жанрова. Истичу се и модели идентификовани уз одређени стил музике, као нпр. модели Рикенбекер 4001 серије који се вежу за прогресивну рок музику Криса Сквајера, у енглеској рок групи Јес, и басисту Геди Лиа у канадској рок групи Раш, док је модел стингреј у функ групи Браћа Џонсон користио Луис Џонсон.
Године 1971, представљен је предлог модела електричне бас-гитаре који је произвела фирма Алембик Инк, што је касније постало уврежено за малопродајне, или високо квалитетне моделе. У бити ради се о скупим, по мери изграђеним инструментима које су користили само ретки музичари попут Џека Касидија, Криса Сквајера и Станлија Кларка. Модели садрже јединствене дизајне, ручно израђене делове, компоненте и графитне вратове. Уграђена електроника била је такође изузетног квалитета. Средином 1970-их фирма Алембик у сарадњи с произвођачем бас-гитара Тобајас производи бас моделе с четири, и пет жица, с ниским Б тоном. Басиста Антони Џексон је 1975. године код познатог градитеља Карла Томпсона наручио своју шестожичну електричну бас-гитару с распоном жица: Б0-Е1-А1-Д2-Г2-Ц3.

### Развој 1980-их и 2000-их
Почетком 1980. године дизајнери електричних бас-гитара истраживали су иновативне приступе у дизајну. Тако је амерички креатор и иноватор музичких инструмената Нед Стајнбергер први пут крајем 1979. године представио електричну бас-гитару без главе тела. Његов рад се ту није зауставио, те је 1980. године наставио са својим иновацијама користећи графит, и друге нове материјале, да би 1984. године представио ТрансТрем вибрато систем. Недуго потом 1987. године фирма Гилд гитарска корпорација представила је свој Ашбори бас, модел који користи жице произведене од силикона. У модел је уграђен пиезоелектромагнет који детектује вибрацију жице помоћу кристала. Дужина скале је сразмерно кратка, 457,2 . Модел је представљен касних 1980-их на МТВ анплагд шоу, који је популарисао представљање група с акустичним инструментима, као и оних са електричним бас-гитарама и кореспондирајућим појачалима. Током 1990-их година петожични модели због ниског Б тона постали су веома популарни, а с кориштењем у готово свим жанровима музике (од метала, до лаганих ствари) све већи број басиста их је користио. Чак и претходно скупљи малопродајни модели постали су доступнији у погледу цене, и налазили су све више заинтересованих корисника. Од 2001. године поједини произвођачи уграђују дигитално моделоване склопове унутар инструмента, који укључени у појачало успешно имитирају звук од многих других електричних бас модела (нпр. Лајн 6 као Варијакс бас). Међутим, традиционални дизајни попут Фендер Пресижна, и Фендер џез баса задржали су своју популарност константно до данас. У знак тога је 2011. године, поводом 60-те годишњице постојања Пресижон модела, фирма Фендер представила нови Фендер џагуар бас модел.